# Vaupés (departement)
Vaupés je jedním z departementů v Kolumbii. Nachází se v její východní části, při hranici s Brazílií v oblasti Amazonské nížiny. Sousedí s departementy Guaviare, Guainía, Amazonas a Caquetá. Jeho rozloha je 54 135 km², což představuje 4,6% celkové rozlohy státu. V roce 2015 zde žilo 43 665 osob (0,09% celostátní populace) a hustota osídlení dosahovala nízké hodnoty 0,8 obyv./km². Z administrativně-správního hlediska departement sestává ze 3 obcí, 2 corregimientos departamentales a 2 corregimientos municipales. Region nemá pozemní spojení se zbytkem Kolumbie, spojení je zajištěno lodní a leteckou dopravou.
Reliéf departementu je nížinnatý bez větších pohoří. Většina území je porostlá původním Amazonským pralesem, mezi nejdůležitější řeky patří Apaporis, Vaupés (obě v povodí Amazonky) a Papunaua (povodí Orinoca). Průměrná roční teplota se pohybuje mezi 27° a 30 °C. Ekonomika regionu je založena na zemědělství a těžbě.